# Trump International Hotel and Tower (Chicago)
Trump International Hotel and Tower, známý také jako Trump Tower, je mrakodrap v centru Chicaga ve státě Illinois. Budova je pojmenována podle amerického multi-miliardáře Donalda Trumpa. Budova byla původně plánována jako tehdejší nejvyšší budova světa, ale po teroristických útocích z 11. září 2001 bylo budově ubráno několik pater. K roku 2021 jde o sedmý nejvyšší mrakodrap v USA.

## Technické parametry
Střecha posledního 92. patra je ve výšce 356,5 m, přičemž celková výška budovy i s anténou je 423 m. Stavba probíhala od roku 2005-2009. Podlahová plocha je 242 000 m2.

## Poloha budovy
Budova se nachází v centru Chicaga ve státě Illinois v USA. Věž sousedí s řekou Chicago river v městské části River North Gallery District v ulici North Wabash Avenue na místě bývalé budovy Chicago Sun-Times.

## Účel budovy
V budově se nachází komerční prostory, 486 luxusních bytů, luxusní hotel s 339 pokoji, restaurace a parkovací garáže.
Do 12. patra domu jsou obchodní prostory, a garáže, v 14.–15. patře se nachází klub zdraví a lázně, 16. patro je obsazeno restaurací, která nese jméno Sixteen (šestnáct) a byla otevřena v roce 2008, od 17. do 27. patra je hotel a od 28. do 89. patra jsou byty.